# Abaucourt
Abaucourt ist eine französische Gemeinde mit 327 Einwohnern (Stand 1. Januar 2022) im Département Meurthe-et-Moselle in der Region Grand Est (bis 2015 Lothringen). Die Bewohner werden Abaucourtois und Abaucourtoises genannt.

## Geografie
Abaucourt liegt an der Seille, etwa 23 Kilometer nordnordöstlich von Nancy. Die Seille umfließt Abaucourt in einem großen Bogen, sie bildet im Westen, Norden und Süden die Gemeindegrenze. Der überwiegende Teil der 7,80 km² umfassenden Gemeindefläche wird durch die Landwirtschaft genutzt, lediglich im äußersten Süden hat die Gemeinde einen Anteil an einem Forstgebiet (Bois du Haut des Trappes und Bois du Four).
Umgeben wird Abaucourt von den fünf Nachbargemeinden:
| Mailly-sur-Seille | Phlin                                       |                     |
| Nomeny            | Kompassrose, die auf Nachbargemeinden zeigt | Thézey-Saint-Martin |
|                   | Létricourt                                  |                     |

## Geschichte
Der Ortsname tauchte erstmals im 12. Jahrhundert in einer Besitzurkunde der Abtei Neuweiler auf.
| Jahr      | 1962 | 1968 | 1975 | 1982 | 1990 | 1999 | 2006 | 2019 |
| Einwohner | 298  | 279  | 256  | 277  | 273  | 309  | 290  | 296  |

## Sehenswürdigkeiten
- Mariä Geburtskirche (Église de la Nativité-de-la-Vierge), 1920 bis 1925 in ihre heutige Form umgebaut